# Gill Harvey
Gill Harvey ist eine englische Autorin.
Harvey ist in England geboren und studierte in Oxford Französisch und Philosophie. Sie lebte zwischenzeitlich auf einer Farm in Virginia und zog mit ihrem Ehemann, einem Tierarzt, der sich auf Pferde spezialisiert hat, nach Leicestershire in England.
Unter dem Pseudonym Lauren Brooke veröffentlicht Harvey Abenteuerbücher, in denen Pferde im Mittelpunkt stehen. Ihre Bücher sind auf Englisch, Französisch, Polnisch und Deutsch erhältlich.

## Werke
Als Gill Harvey
- Rosie Dickins und Gill Harvey: Das große Ravensburger Pferdebuch, Ravensburger Verlag 2001, 144 S.
- Gill Harvey und Struan Reid: Das Leben im Alten Ägypten, Arena-Verlag 2003, 128 S., ISBN 3-401-05521-6
- Gill Harvey: Die große Fußballschule, Gondolino 2004, 258 S., ISBN 3-8112-2373-9
- Gill Harvey und Kit Houghton: Die große Reitschule, Gondolino 2005, 263 S., ISBN 3-8112-2525-1
- Gill Harvey: The Genie of Timbuktu, Barrington Stoke 2008, 72 S., ISBN 1-84299-552-9
- Gill Harvey: Meryt-Re Tochter der Sonne, (Originaltitel: Orphan of the Sun) Bloomsbury 2007, 300 S., ISBN 3-8270-5081-2

Als Lauren Brooke
Heartland – Paradies für Pferde, 22 Bände, alle veröffentlicht im Ravensburger Buchverlag
- Lauren Brooke: Rückkehr nach Haus, Bd. 1, 2001, 143 S., ISBN 3-473-34751-5
- Lauren Brooke: Nach dem Sturm, Bd. 2, 2001, 175 S., ISBN 3-473-34752-3
- Lauren Brooke: Hoffen auf morgen, Bd. 3, 2001, 127 S., ISBN 3-473-34753-1
- Lauren Brooke: Die Chance, Bd. 4, 2001, 158 S., ISBN 3-473-34754-X
- Lauren Brooke: Träume und Enttäuschungen, Bd. 5, 2001, 175 S., ISBN 3-473-34755-8
- Lauren Brooke: Hohe Erwartungen, Bd. 6, 2001, 175 S., ISBN 3-473-34756-6
- Lauren Brooke: Zu neuen Ufern, Bd. 7, 2002, 142 S., ISBN 3-473-34757-4
- Lauren Brooke: Durch dick und dünn, Bd. 8, 2002, 175 S., ISBN 3-473-34758-2
- Lauren Brooke: Und morgen kommt der neue Tag, Bd. 9, 2003, 175 S., ISBN 3-473-34759-0
- Lauren Brooke: Mehr als nur ein Wort, Bd. 10, 2003, 175 S., ISBN 3-473-34760-4
- Lauren Brooke: Denn nur die Liebe zählt, Bd. 11, 2004, 154 S., ISBN 3-473-34761-2
- Lauren Brooke: Entscheidung des Herzens, Bd. 12, 2004, 159 S., ISBN 3-473-34762-0
- Lauren Brooke: Licht am Ende der Nacht, Bd. 13, 2005, 151 S., ISBN 3-473-34764-7
- Lauren Brooke: Hoffnung und Vertrauen, Bd. 14, 2005, 157 S., ISBN 3-473-34765-5
- Lauren Brooke: Liebe ist ein Geschenk, Bd. 15, 2006, 187 S., ISBN 3-473-34766-3
- Lauren Brooke: Sturm des Herzens, Bd. 16, 2006, 172 S., ISBN 3-473-34767-1
- Lauren Brooke: Zeit der Sehnsucht, Bd. 17, 2007, 159 S., ISBN 3-473-34769-8
- Lauren Brooke: Ruf des Herzens, Bd. 18, 2007, 192 S., ISBN 3-473-34770-1
- Lauren Brooke: Entscheidung fürs Glück, Bd. 19, 2008, 160 S., ISBN 3-473-34771-X
- Lauren Brooke: Kleine Wunder, große Liebe, Bd. 20, 2008, 182 S., ISBN 978-3-473-34772-8
- Lauren Brooke: Sterne am Horizont, Bd. 21, 2009, 192 S., ISBN 3-473-34773-6
- Lauren Brooke: Wandel der Gefühle, Bd. 22, 2009, 192 S., ISBN 3-473-34774-4

Rose Hill – Internat für Mädchen und Pferde, 20 Bände
- Lauren Brooke: Ein Traum wird wahr, Bd. 1, 2006, 224 S., ISBN 3-473-34919-4
- Lauren Brooke: Große Sprünge, Bd. 2, 2006, 256 S., ISBN 3-473-34920-8
- Lauren Brooke: Ein Herz aus Gold, Bd. 3, 2006, 256 S., ISBN 3-473-34921-6
- Lauren Brooke: Freundinnen halten zusammen, Bd. 4, 2006, 224 S., ISBN 3-473-34922-4
- Lauren Brooke: Ein unschlagbares Team, Bd. 5, 2007, 224 S., ISBN 3-473-34918-6
- Lauren Brooke: Alles oder Nichts, Bd. 6, 2007, 224 S., ISBN 3-473-34917-8
- Lauren Brooke: Dem Glück so nah, Bd. 7, 2008, 224 S., ISBN 3-473-34916-X
- Lauren Brooke: Für immer Freunde, Bd. 8, 2008, 224 S., ISBN 3-473-34915-1
- Lauren Brooke: Stimme des Herzens, Bd. 9, 2009, 224 S., ISBN 3-473-34914-3
- Lauren Brooke: Neues Jahr, neues Glück, Bd. 10, 2009, 193 S., ISBN 3-473-34913-5
- Lauren Brooke: Zauber der Freundschaft, Bd. 11, 2010, 224 S., ISBN 3-473-34912-7
- Lauren Brooke: Die besten Freundinnen der Welt, Bd. 12, 2010, 211 S., ISBN 3-473-34911-9
- Lauren Brooke: Gemeinsam über jede Hürde, Bd. 13, 2011, 224 S., ISBN 978-3-473-34910-4
- Lauren Brooke: Wahre Freundschaft zählt, Bd. 14, 2011, 224 S., ISBN 978-3-473-34909-8
- Lauren Brooke: Glückliches Wiedersehen, Bd. 15, 2012, 224 S., ISBN 978-3-473-34908-1
- Lauren Brooke:  Ein goldenes Geheimnis, Bd. 16, 2012, 256 S., ISBN 978-3-473-34907-4
- Lauren Brooke:  Große Veränderungen, Bd. 17, 2013, 224 S., ISBN 978-3-473-34905-0
- Lauren Brooke:  Ein verhängnisvoller Sieg, Bd. 18, 2014, 256 S., ISBN 978-3-473-34903-6
- Lauren Brooke:  Verwirrte Gefühle, Bd. 19, 2014, 224 S., ISBN 978-3-473-34902-9
- Lauren Brooke:  Neuanfang mit Hindernissen, Bd. 20, 2015, 224 S., ISBN 978-3-473-34901-2